# Convair
Convair var en amerikansk flyproducent, der senere udvidede aktiviteterne til også at fremstille raketter og rumfartøjer. Selskabet blev grundlagt i 1943 under navnet Consolidated Vultee Aircraft Corporation ved en sammenlægning mellem Vultee Aircraft og Consolidated Aircraft (sidstnævnte kendt for bl.a. flyene Catalina og B-24 Liberator) og producerede en række banebrydende fly som bombeflyene Convair B-36 og B-58 Hustler, jagerflyene F-102 Delta Dagger og F-106 Delta Dart samt passagerflyene Convair 880 og Convair 990. Flyproduktionen foregik på Convairs fabrik i San Diego i Californien og blev senere udvidet med en fabrik i Fort Worth i Texas.
I 1953 blev Convair købt af General Dynamics, der var blevet etableret året inden. General Dynamics fortsatte flyproduktionen i selskabets Convair-division. Convair fremstillede under General Dynamics' ejerskab en række succesrige militærfly.
Convair besluttede sig i slutningen af 1950'erne at udvikle et jetdrevet passagerfly, der skulle være mindre end Douglas DC-8 og Boeing 707, og førte en række drøftelser med Howard Hughes' flyselskab TWA om udviklingen af et sådant fly. Convair udviklede herefter det firemotorers Convair 880 (senere videreudviklet til Convair 990), der imidlertid blev en fiasko. Convair solgte blot 102 fly af 800/990. Som et resultat af det fejlslagne projekt måtte Convair indstille produktionen af 880/990 allerede i 1963, efter at Convair i 1962 havde påført General Dynamics et tab på 425 millioner $, hvilket var det hidtil største tab et amerikansk selskab nogensinde havde realiseret.
Flyproduktionen blev endeligt afviklet i 1965, hvor Convair gik over til rumfart og projekter som underleverandør af bl.a. flyskrog til McDonnell Douglas. I 1994 blev disse aktiviteter solgt til McDonnell Douglas, mens fabrikken i Fort Worth i Texas blev solgt til Lockheed. I 1996 lukkede General Dynamics de sidste rester af Convair-divisionen.
Convair fremstillede også de første Atlasraketter, herunder de raketter, der blev brugt ved de første bemandede rumrejser i Project Mercury. Det efterfølgende design af raketten Atlas-Centaur var også succesfuldt og forblev i brug i forskellige varianter frem til 2010. I 1994 solgte General Dynamics det meste af Convair-divisionen til McDonnell Douglas og Lockheed. De resterende dele hos General Dynamics blev afviklet i 1996.

## Flytyper
Convair-fly (dato før første flyvning):
- XP-81 (1945)
- XA-44 (aldrig fuldført)
- B-36 Peacemaker (1946)
- XB-53 (aldrig fuldført)
- XB-46 (1947)
- Convairliner (1947)
- XC-99 (1947)
- Convair Model 37 (civil XC-99, aldrig bygget)
- Convair XF-92A (1948)
- YB-60 (1952)
- F-102 Delta Dagger (1953)
- F2Y Sea Dart (1953)
- R3Y Tradewind (1954)
- Convair XFY-1 (1954) Pogo
- C-131 Samaritan (1955)
- Convair CV-240-familien (1947)
- Convair 340
- Convair 440 Metropolitan
- Convair 580
- Convair 540 (1955)
- B-58 Hustler (1956)
- F-106 Delta Dart (1956)
- Convair X-11 (1957)
- Convair 880 (1959)
- Convair 990 (1961) Coronado